# Lamoha murotoensis
Lamoha murotoensis is een krabbensoort uit de familie van de Homolidae. De wetenschappelijke naam van de soort is voor het eerst geldig gepubliceerd in 1979 door Sakai.